# 발레리아 마사
발레리아 마사(Valeria Mazza, 1972년 2월 17일 ~ )는 아르헨티나의 모델, 사업가이다.